# Calliprogonos miraculosa
Calliprogonos miraculosa är en fjärilsart som beskrevs av Clayton Dissinger Mell 1937. Calliprogonos miraculosa ingår i släktet Calliprogonos och familjen Brahmaeidae. Inga underarter finns listade i Catalogue of Life.